# Монте (Верона)
Монте је насеље у Италији у округу Верона, региону Венето.
Према процени из 2011. у насељу је живело 410 становника. Насеље се налази на надморској висини од 196 м.